# Сытка
Сытка (Сытека) — река в России, протекает в Лешуконском районе Архангельской области. Устье реки находится в 37 км по левому берегу реки Вашка. Длина реки составляет 16 км.

## Данные водного реестра
По данным государственного водного реестра России относится к Двинско-Печорскому бассейновому округу, водохозяйственный участок реки — Мезень от истока до водомерного поста у деревни Малонисогорская. Речной бассейн реки — Мезень.
Код объекта в государственном водном реестре — 03030000112103000048501.